# La Merveilleuse Histoire de Henry Sugar
Pour plus de détails, voir Fiche technique et Distribution.
La Merveilleuse Histoire de Henry Sugar (The Wonderful Story of Henry Sugar) est un court métrage américain réalisé par Wes Anderson sorti le 27 septembre 2023 sur Netflix. Il s'agit d'une adaptation de la nouvelle du même nom de Roald Dahl, publiée dans le recueil The Wonderful Story of Henry Sugar and Six More (1977).
Il est présenté en avant-première à la Mostra de Venise 2023. Lors des Oscars 2024, il est récompensé par l'Oscar du meilleur court métrage en prises de vue réelles

## Synopsis
Henry Sugar est riche mais accro aux jeux. Cet homme oisif va alors dérober un vieux livre écrit par le docteur Z.Z. Chatterjee qui retranscrit sa rencontre avec Imhrat Khan, un performeur connu pour son numéro de « L'homme qui peut voir sans ses yeux ». Imhrat y raconte alors sa rencontre avec un maître yogi indien et son travail pour acquérir cette capacité. Henry y découvre une formule permettant de voir sans l’aide des yeux. Il va alors utiliser ce « pouvoir » pour faire la tournée des casinos d'Europe et des États-Unis. Mais peu à peu, le dandy va comprendre que ce secret pourrait être utilisé à des fins plus nobles.

## Fiche technique
Sauf indication contraire, les informations mentionnées dans cette section peuvent être confirmées par la base de données cinématographiques IMDb,  présente dans la section « Liens externes ».
- Titre original : The Wonderful Story of Henry Sugar
- Titre français : La Merveilleuse Histoire de Henry Sugar
- Réalisation : Wes Anderson
- Scénario : Wes Anderson, d'après la nouvelle The Wonderful Story of Henry Sugar de Roald Dahl
- Musique : n/a
- Direction artistique : Kevin Timon Hill
- Décors : Adam Stockhausen
- Costumes : Kasia Walicka Maimone
- Photographie : Robert Yeoman
- Montage : Barney Pilling et Andrew Weisblum
- Production : Wes Anderson et Alice Dawson
- Société de production : American Empirical Pictures
- Société de distribution : Netflix
- Budget : n/a
- Pays de production :  États-Unis
- Langue originale : anglais
- Format : couleur
- Genre : aventures, comédie
- Durée : 39 minutes
- Date de sortie[3] :
  - Italie : 1er septembre 2023 (Mostra de Venise)
  - États-Unis : 20 septembre 2023 (sortie limitée)
  - Monde : 27 septembre 2023 (sur Netflix)

## Distribution
- Benedict Cumberbatch (VF : Jérémie Covillault) : Henry Sugar / Max Engelman
- Ralph Fiennes (VF : Bernard Gabay) : Roald Dahl / l'agent de police
- Dev Patel (VF : Juan Llorca) : Dr Z.Z. Chatterjee / John Winston
- Ben Kingsley (VF : Féodor Atkine) : Imdad Khan / le croupier
- Rupert Friend : Claud
- Richard Ayoade (VF : Xavier Thiam) : Dr Marshall / Grand Yogi

## Production
En septembre 2021, Netflix acquiert la société Roald Dahl Story Company pour 686 millions de dollars. Alors que divers projets de séries autour de son œuvre sont prévus, il est annoncé en janvier 2022 que Wes Anderson va écrire et réaliser une adaptation de la nouvelle The Wonderful Story of Henry Sugar. Benedict Cumberbatch est ensuite annoncé dans le rôle de Henry Sugar. Il est ensuite rejoint par Ralph Fiennes, Dev Patel, Ben Kingsley, Rupert Friend et Richard Ayoade.
Le tournage débute le 14 janvier 2022 à Londres,. Le premier teaser est dévoilé le 15 septembre 2023.

## Distinctions

### Récompense
- Oscars 2024 : Meilleur court métrage (prises de vues réelles)

### Sélection
- Mostra de Venise 2023 : hors compétition